# Gerbillus pyramidum
Gerbillus pyramidum es una especie de roedor de la familia Muridae.

## Distribución geográfica
Se encuentra principalmente en todo el norte de África e Israel. 